# Radio Region

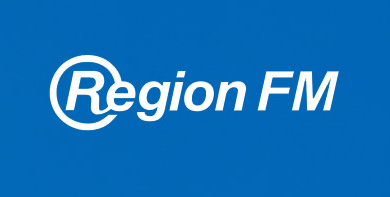
Radio Region Kraków 96,7 FM

Radio Region – krakowskie radio, które nadawało od czerwca 2002 roku do 26 września 2004 roku na częstotliwości 96,70 MHz.

## Historia
Radio Region powstało z samorządowego Radia "ŁAN" z Proszowic (rozgłośnia radiowa nadawała na częstotliwości 96,70 MHz od 22 maja 1994 roku do czerwca 2002 roku).
Radio "ŁAN" było pierwszą w Polsce lokalną rozgłośnią samorządową  Gminy i Miasta Proszowice o profilu muzyczno-informacyjnym.
Pomysłodawcami przekształcenia Radia Łan w Radio Region byli twórcy Radia Blue FM z Krakowa Eryk Woźniak i Andrzej Lenart.
Na początku 2003 roku nadajnik Radia Region został przeniesiony z podkrakowskich Pietrzejowic do Krakowa jednocześnie została zwiększona moc z 100 W do 1 kW a po pół roku do 2 kW. Radio Region nadawało do 26 września 2004 roku. Następnie radio zostało przekształcone w RMF Maxxx Kraków – stanowiące „zalążek” dla nowej sieci radiowej skierowanej głównie do młodzieży.